# Fernando Derveld
Fernando Albert Derveld (født 22. oktober 1976 i Vlissingen) er en hollandsk tidligere fodboldspiller. Han er 190 cm høj og vejer 90 kg.
Derveld var venstrebensspiller og blev anvendt som midterforsvarer samt som venstre back.
Fernando kommer fra Willem II og efter et efterfølgende år i H.F.C. Haarlem, spillede han i engelske Norwich. Herfra hentede OB ham til Danmark. Efter 118 kampe for klubben skiftede han tilbage til Holland, hvor han nåede at spille 18 ligakampe samt 6 UEFA Cup-kampe for SC Heerenveen.
Esbjerg fB hentede Derveld til klubben i sommeren 2006. Her spillede han 39 førsteholdskampe. I juli 2008 havde Derveld lavet en mundtlig kontrakt med hollandske FC Dordrecht, men valgte alligevel at takke nej og blive i EfB. Den 1. august 2008 blev klubben og Derveld enige om at ophæve kontrakten og lave en handel, så Derveld alligevel skiftede til Dordrecht, men hvor EfB skulle betale en del af Dervelds løn i det først kontraktår. 